# Флекс, Ронни
Ронелл Лангстон Плассхарт (нидерл. Ronell Langston Plasschaert; род. 16 апреля 1992 в Капелле-ан-ден-Эйссел, более известный как Ронни Флекс) — нидерландский рэп-исполнитель и продюсер, работающий с лейблом SPEC. Обрел популярность благодаря своему хиту Zusje (рус. — Сестрёнка). Другие известные хиты рэпера — Zeg dat niet, а также Drank & Drugs, записанная совместно с другим нидерландским рэп-исполнителем — Лил Кляйном (нидерл. Lil' Kleine). Также Ронни Флекс был участником коллектива New Wave который выиграл премию Popprijs в 2015 году.

## Личная жизнь
Плассхарт вырос в нидерландском городке Капелле-ан-ден-Эйсел. Его мама — уроженка Суринама. Начальное образование рэпер получил в школе De Contrabas, затем поступил в Roncalli College, De Palmentuin, а позже прошел обучение в поп-академии Zadkine.
С середины 2018 года по весну 2019 Ронни Флекс встречался с Фамке Луизой (нидерл. Famke Louise), они подтвердили этот факт в своей рождественской песне Alleen door jou.
19 декабря 2018 года Рони стал отцом девочки, Нори (нидерл. Nori), мама Нори — бывшая девушка Рони Флекса, известная под псевдонимом DJ Wef.

## Карьера
В 14-летнем возрасте Ронни Флекс начал создавать биты, а немногим позже начал писать и рэп. После средней школы он поступил в Поп-академию. Дигги Декс (нидерл. Diggy Dex) познакомил его с Герсом Пардулом (нидерл. Gers Pardoel). И для дебютного альбома Пардула Плассхэрт создал бит для интро-композиции и песню Zweef (рус. — Поплавок). Поп-академию Ронни Флекс не закончил.
В 2012 Плассхэрт выиграл премию State Award «Rookie of the Year» и прошел в финал премии Grote Prijs van Nederland. Тогда Рони подписал контракт с лейблом Top Notch. Он работал с Yellow Claw, Boaz van de Beatz, MocroManiac и Jebroer над песней «Nooit meer slapen». Эта песня заняла 38e место в нидерландском Top 40 и 23e место в чарте Mega Top 50.
20 марта 2013 Плассхэрт выпустил свой первый EP: Tankstation. Затем он выпустил ещё две композиции, Pocahontas и Zusje. Песня Zusje заняла 25-e место в Top 40 и 37e место в Mega Top 50. В декабре 2014 клип на песню Zusje стал четвёртым наиболее просматриваемым в 2014 году.
14 ноября 2014 Плассхэрт выпустил дебютный альбом De nacht is nog jong, net als wij voor altijd, в котором были песни Zusje, Ik wil het hebben и Pocahontas.
20 марта 2015 была выпущена песня Liegen voor de rechter (позже вошедшая в альбом New Wave), созданная совместно с Lil' Kleine и Jonna Fraser. С песней Zeg dat niet Ронни Флекс и Lil' Kleine продержались три недели в Top 40.
22 мая 2015 лейбл Top Notch презентовал видеоклип Drank & Drugs. Эта песня стала хитом, известным во всём мире, и держалась в Top 40 по меньшей мере 14 недель, три из которых песня была на первой позиции. Летом того же года он выступал вместе с Lil' Kleine на фестивалях Lowlands и Pukkelpop. В 2015 Ронни Флекс принял участие в передаче Expeditie Robinson.
В январе 2016 года коллектив New Wave выпустил одноимённый альбом, а также выиграл премию Popprijs 2015, церемония награждения которой была проведена в Гронингене (нидерл. Groningen). Затем Ронни Флекс появился в популярном нидерландском телешоу Jachtseizoen. 5 января 2017 вместе с певицей Frenna он записал песню Energie, которая лидировала в нидерландском хит-параде. В 2017 году Ронни Флекс выпустил альбом Rémi.
В 2018 году исполнитель стал амбассадором свободы (нидер. ambassadeur van de vrijheid). А с 2018 года Ронни Флекс — член жюри песенного телешоу It Takes 2. В марте 2018 рэпер совместно с Famke Louise выпускает сингл Fan, который за один день набрал миллион прослушиваний. За эту композицию исполнитель получил платиновую сертификацию. В том же месяце он выпустил EP NORI, который занял лидирующую позицию в топ 100 среди альбомов. Данный EP включает помимо прочих композиций хит Non stop. В июне 2018 совместно с нидерландской рок-группой BLØF Ронни Флекс выпускает сингл под названием Omarm me . А 12 июля 2018 года рэп-исполнитель совместно с Idaly, Famke Louise en Bizzey записал ремикс на песню Wine Slow, оригинал которой нидерландский певец Idaly выпустил ранее в этом же году. В октябре 2018 года Ронни Флекс выиграл в двух номинациях на Buma NL Awards: «Наиболее успешный сингл» и «Наиболее прослушиваемый трек» за сингл Blijf Bij Mij, записанный с нидерландской певицей Maan.
В октябре 2018 Ронни Флекс начал сотрудничать с маркой одежды CoolCat и работать над собственной коллекцией одежды.
19 января 2019 Рони выиграл премию Popprijs 2018.